# Crenicichla acutirostris
Crenicichla acutirostris är en fiskart som beskrevs av Günther 1862. Crenicichla acutirostris ingår i släktet Crenicichla och familjen Cichlidae. Inga underarter finns listade i Catalogue of Life.